# Ermita Nueva
Ermita Nueva es una localidad española del municipio de Alcalá la Real, perteneciente a la provincia de Jaén, en la comunidad autónoma de Andalucía.

## Historia
Hacia mediados del siglo XIX, el lugar ya pertenecía a Alcalá la Real. Aparece descrito en el séptimo volumen del Diccionario geográfico-estadístico-histórico de España y sus posesiones de Ultramar de Pascual Madoz con las siguientes palabras:

ERMITA-NUEVA: ald. con alc. pedáneo en la prov. de Jaen. Es uno de los 12 part. de campo en que se halla dividido el térm. de la c. de Alcalá la Real, y por tanto corresponde á su part. jud. y abadia, distando de ella 1 leg. larga al S. Se compone de 32 casas esparcidas, cuyos principales cortijos son; Acequia-alta, Id. baja, Pilillas, Piojo, Pinillo, Cierzo, Berdugo, las Monjas, la Perrera, la Jineta, Moralejo-alto, el Quejigar, la Parilla y Malabrigo; las demas casas son insignificantes, edificadas en suertes de propios. Tiene una ermita en el centro del partido, con su capellán, y junto á la puerta de esta, un nacimiento de agua potable y unas pilas; tres cerros, la Jineta, aislado, de figura cónica y naturaleza arenosa; Malabrigo al O. del anterior y de poca elevacion, como él; y el Camello, mas elevado y estenso que los anteriores, y aunque de su misma naturaleza, casi todo cubierto de monte bajo, pues las numerosas y corpulentas encinas que lo poblaban han desaparecido para leña: este monte y sus faldas se denomina dehesa del Camello, que corresponde al cauda de propios, y los 3 cerros forman cordillera de E. á O. á 1 leg. de Alcalá la Real. El r. Palancares atraviesa en direccion de O. á E. este partido de campo, cuyas tierras en su mayor parte son de buena calidad. prod., pobl., riqueza, contr., etc. (V. alcala la real.)
(Madoz, 1847, p. 502)

En 2023, la entidad singular de población tenía empadronados 584 habitantes y el núcleo de población, 261.